# Linyphia leucosternon
Linyphia leucosternon är en spindelart som beskrevs av White 1841. Linyphia leucosternon ingår i släktet Linyphia och familjen täckvävarspindlar. Inga underarter finns listade i Catalogue of Life.